# Solarolo
Solarolo es un pueblo en la provincia de Rávena en la región italiana de Emilia-Romagna, en el país de Italia. Se encuentra a unos 40 km al sureste de Bolonia y a 30 km de Rávena. Según el censo de 2004, tenía una población de 4.256 habitantes y un área de 26,3 km², según el ISTAT.

## Demografía
| Gráfica de evolución demográfica de Solarolo entre 1861 y 2001 |
|                                                                |
| Fuente ISTAT - elaboración gráfica de Wikipedia                |